# Julià Peiró
Julià Peiró (Ripoll, 1938 - Barcelona, 6 de maig de 2016) fou un periodista, escriptor i fotògraf conegut pels programes de televisió «La casa dels famosos» i «Les coses dels famosos» i per les seves cròniques nocturnes en els primers telenotícies de Televisió de Catalunya, als anys 80. Va mostrar les interioritats dels personatges més coneguts dels anys 80 i 90 com Xavier Cugat, Norma Duval, Núria Feliu, Sara Montiel, Sito Pons o Pedro Ruiz i va fer reportatges de moda, cultura i entrevistes. També va presentar a El Punt Avui TV el programa «Viure cada dia», sobre la gastronomia, cultura i el comerç a Catalunya. Peiró ha escrit diversos llibres com «Anys de pit i cuixa», una crònica golfa de la transició, guies de restaurants i dues biografies sobre la història de la senyora Rius, la popular madame de Barcelona.